# Tomasz Domański (artysta)
Tomasz Domański (ur. 1962 w Giżycku) – polski artysta współczesny. Studiował w Akademii Sztuk Pięknych we Wrocławiu, gdzie w 1993 uzyskał dyplom z rzeźby, a w 2003 obronił doktorat (z wolnej stopy), którego przedmiotem była rzeźba efemeryczna jako monument relatywny. Jest autorem rzeźb, instalacji, obiektów, performensów, rysunków i fotografii. Artysta pracuje przeważnie z naturalnymi materiałami: wodą, lodem, ogniem, drewnem, słomą, popiołem, metalem, wykorzystując właściwe im procesy. Tworzy filmy i animacje jako integralne elementy wielu realizacji. W latach 1995/1996 uzyskał stypendium Banaras Hindu University w Varanasi. Pięciokrotny stypendysta Ministra Kultury i Dziedzictwa Narodowego oraz wielu fundacji i instytucji, m.in. dwukrotnie Pollock-Krasner z Nowego Jorku, Laurenz Foundation z Bazylei, Montag Stiftung Bildende Kunst z Bonn, CEC ArtsLink z Nowego Jorku, dwukrotnie UNESCO-Aschberg z Paryża, KulturKontakt z Wiednia, Adolpha i Esthery Gottlieb z Nowego Jorku. W 1997 nominowany do nagrody Paszportów „Polityki”. W tym samym roku reprezentował Polskę na IX Triennale Sztuki w New Delhi. Swoje projekty i wystawy realizował m.in. w Polsce, Niemczech, Francji, Luksemburgu, Irlandii, Norwegii, Szwecji, USA, Kanadzie, na Alasce, w Hongkongu czy Korei Południowej. Brał udział w 60 wystawach indywidualnych i ponad 150 zbiorowych. Prace Tomasza Domańskiego znajdują się m.in. w kolekcjach takich instytucji jak: Dolnośląskie Towarzystwo Zachęty Sztuk Pięknych we Wrocławiu, Muzeum Narodowe we Wrocławiu, Muzeum Współczesne Wrocław, Centrum Rzeźby Polskiej w Orońsku.

## Główne wystawy indywidualne
- 1999 Akropolis – Muzeum Narodowe we Wrocławiu, instalacja nawiązująca formą do starożytnej świątyni, zmieniająca się przez stulecia w industrialny Technochram XXI wieku.
- 2003 Rzeźba efemeryczna – Monument relatywny – wystawa doktorancka, Muzeum Architektury, Wrocław.
- 2008 Recycling Program – Awangarda BWA, Wrocław; seria obiektów, obrazów, kolaży i filmów, oszczędne rzeźbiarskie realizacje w elementarnych tworzywach.
- 2011 Wiek średni – Wro Art Center, Wrocław; ekspozycja multimedialna złożona z 9 prac[5].
- 2014 Kwadratowa kopuła – Europejska Stolica Kultury – Umea 2014, Szwecja. Przed ratuszem w mieście Umea powstał kolejny obiekt z serii Pomniki Czasu wykonany z lodu i stali.
- 2016 Sen Jakuba – Europejska Stolica Kultury; instalacja w przestrzeni publicznej – Wrocław
- 2016 cztery reliefy z roku 1997 włączone do wystawy stałej: Kolekcja sztuki polskiej II połowy XX wieku i XXI wieku, Muzeum Narodowe, Pawilon Czterech Kopuł, Wrocław.
- 2019 Pomniki Czasu / Retrospektywa, Centrum Nauki i Sztuki – Muzeum Przemysłu i Techniki – Stara Kopalnia w Wałbrzychu[6].
- 2020 Pomniki Czasu / Retrospektywa, Centrum Rzeźby Polskiej – Muzeum Rzeźby Współczesnej, Orońsko[7].